# 수랏타니

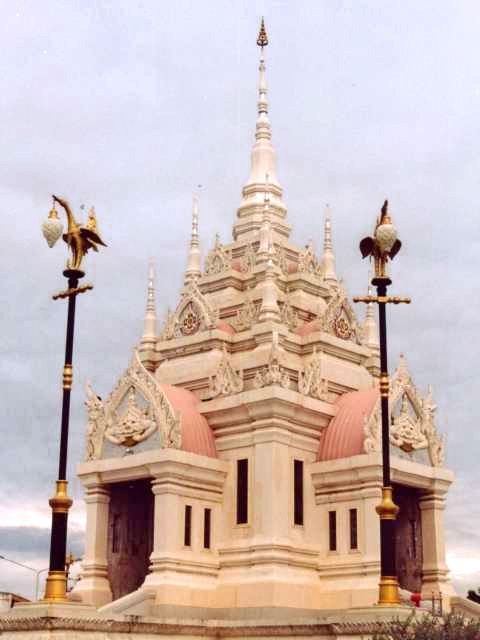
수랏타니의 사당

수랏타니(태국어: สุราษฎร์ธานี)는 태국 남부의 도시이자 수랏타니 주의 주도이다. 인구는 2009년 기준으로 128,179명이고 면적은 68.97km2이다. 따삐강이 타이만으로 흘러 들어가는 근처에 있다. 도시에는 관광지가 없고 관광객들에는 주로 꼬 사무이로 가는 경유지로서 알려져있다.
지역의 상업 중심지를 이루고 주의 주요 생산품인 고무, 코코넛을 취급하는 항구이다.
방콕에서~끄라비까지. 카오산에서 ~끄라비까지, 후이한에서~끄라비까지는 모두기차를 이용. 수라타니역까지가서 버스를 이용한다.
수랏타니역에서 우측 2~3백미터쯤에 끄라비나,코사무이로가는 버스가 있는데 도로가에서 버스가 정차한다. 일단 여행사 투어 푯말을 세워놓은곳에 문의하면 상세히 알려준다. 요금은 비싼 편이 아니다. 끄라비까지는 버스직항 250바트 정도 한국돈 8000원 정도이며 코사무이 까지는 버스+크로즈까지 그 정도한다. 시간은 2시간 30분 정도 걸리며 버스가 아주 쾌적하다.

## 역사
도시의 이름은 1915년에 바지라부드 왕(라마 6세)로부터 받은 것으로 '좋은 사람들의 도시'를 의미한다. 이것은 이 지역 주민들이 불교에 깊이 헌신하고 있었기 때문에 붙여진 것이다. 예전에 도시는 '고지의 마을'을 의미하는 반돈으로 알려졌다.
1935년 12월 7일에 수랏타니는 읍(테사반 므앙)으로 승격되었고 읍 면적은 2.67km2였다. 읍의 면적은 1958년 10월 14일에 6.95km2로 확장되었고 1994년 12월 22일에 68.97km2로 크게 확장되었다. 2007년 5월 4일에 읍은 도시(테사반 나콘)으로 승격되었다.

## 행정

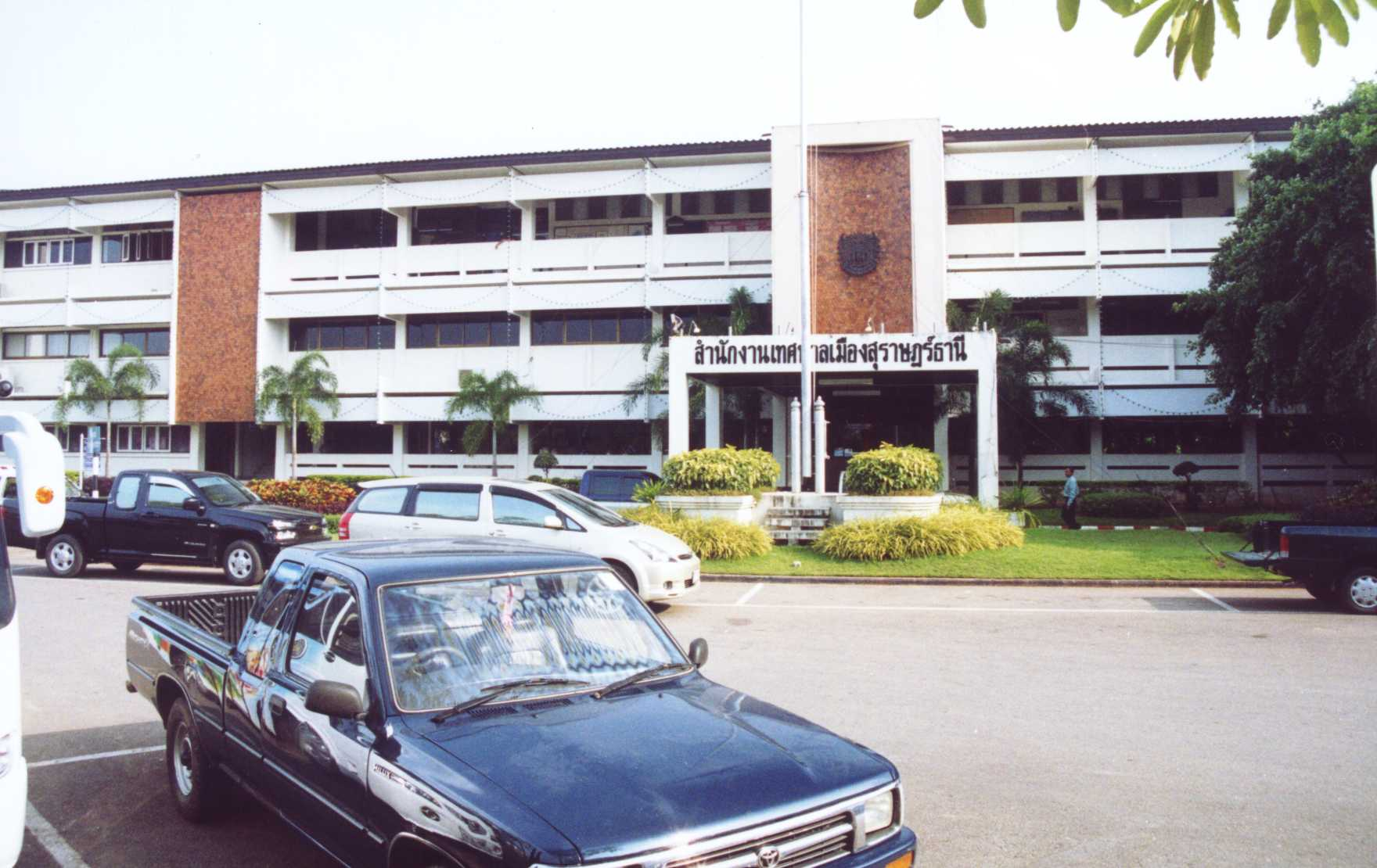
수랏타니 시청

므앙수랏타니 군에 포함된다.

## 교통

### 철도
태국 남부 철도의 수랏타니 역이 수랏타니 중심가에서 15km 떨어진 푼핀에 위치한다.

### 도로
- 아시아 고속도로 2호선

### 공항
- 수랏타니 국제공항

## 기후
| 수랏타니의 기후                                                               | 수랏타니의 기후 | 수랏타니의 기후 | 수랏타니의 기후 | 수랏타니의 기후 | 수랏타니의 기후 | 수랏타니의 기후 | 수랏타니의 기후 | 수랏타니의 기후 | 수랏타니의 기후 | 수랏타니의 기후 | 수랏타니의 기후 | 수랏타니의 기후 | 수랏타니의 기후 |
| 월                                                                            | 1월             | 2월             | 3월             | 4월             | 5월             | 6월             | 7월             | 8월             | 9월             | 10월            | 11월            | 12월            | 연간            |
| ----------------------------------------------------------------------------- | --------------- | --------------- | --------------- | --------------- | --------------- | --------------- | --------------- | --------------- | --------------- | --------------- | --------------- | --------------- | --------------- |
| 역대 최고 기온 °C (°F)                                                        | 35.0 (95.0)     | 37.6 (99.7)     | 39.0 (102.2)    | 41.0 (105.8)    | 40.0 (104.0)    | 39.5 (103.1)    | 37.5 (99.5)     | 36.6 (97.9)     | 36.5 (97.7)     | 36.0 (96.8)     | 36.3 (97.3)     | 35.0 (95.0)     | 41.0 (105.8)    |
| 일평균 최고 기온 °C (°F)                                                      | 31.0 (87.8)     | 32.7 (90.9)     | 34.5 (94.1)     | 35.4 (95.7)     | 34.5 (94.1)     | 33.6 (92.5)     | 33.3 (91.9)     | 33.3 (91.9)     | 32.9 (91.2)     | 32.1 (89.8)     | 30.8 (87.4)     | 30.1 (86.2)     | 32.9 (91.1)     |
| 일일 평균 기온 °C (°F)                                                        | 26.0 (78.8)     | 26.7 (80.1)     | 27.8 (82.0)     | 28.6 (83.5)     | 28.1 (82.6)     | 27.7 (81.9)     | 27.3 (81.1)     | 27.3 (81.1)     | 27.0 (80.6)     | 26.7 (80.1)     | 26.3 (79.3)     | 25.8 (78.4)     | 27.1 (80.8)     |
| 일평균 최저 기온 °C (°F)                                                      | 22.1 (71.8)     | 21.8 (71.2)     | 22.8 (73.0)     | 23.9 (75.0)     | 24.3 (75.7)     | 23.9 (75.0)     | 23.7 (74.7)     | 23.6 (74.5)     | 23.6 (74.5)     | 23.6 (74.5)     | 23.4 (74.1)     | 22.7 (72.9)     | 23.3 (73.9)     |
| 역대 최저 기온 °C (°F)                                                        | 12.4 (54.3)     | 14.2 (57.6)     | 17.0 (62.6)     | 20.0 (68.0)     | 20.7 (69.3)     | 20.5 (68.9)     | 20.5 (68.9)     | 20.2 (68.4)     | 19.7 (67.5)     | 19.5 (67.1)     | 16.3 (61.3)     | 16.6 (61.9)     | 12.4 (54.3)     |
| 평균 강수량 mm (인치)                                                         | 75.0 (2.95)     | 24.1 (0.95)     | 84.0 (3.31)     | 73.3 (2.89)     | 151.2 (5.95)    | 133.4 (5.25)    | 134.4 (5.29)    | 127.3 (5.01)    | 171.9 (6.77)    | 202.3 (7.96)    | 254.8 (10.03)   | 170.3 (6.70)    | 1,602 (63.1)    |
| 평균 강수일수 (≥ 1.0 mm)                                                      | 5.4             | 1.9             | 4.2             | 5.9             | 13.1            | 12.3            | 13.2            | 12.4            | 14.3            | 15.8            | 13.8            | 10.5            | 122.8           |
| 평균 상대 습도 (%)                                                            | 83.2            | 79.0            | 77.5            | 78.4            | 82.5            | 82.6            | 83.0            | 82.9            | 84.5            | 86.6            | 87.5            | 86.0            | 82.8            |
| 평균 월간 일조시간                                                            | 198.4           | 214.7           | 201.5           | 183.0           | 155.0           | 114.0           | 114.7           | 114.7           | 108.0           | 108.5           | 138.0           | 176.7           | 1,827.2         |
| 평균 일일 일조시간                                                            | 6.4             | 7.6             | 6.5             | 6.1             | 5.0             | 3.8             | 3.7             | 3.7             | 3.6             | 3.5             | 4.6             | 5.7             | 5.0             |
| 출처 1: 세계기상기구 (평년값: 1991년~2020년), 태국 기상청 (극값: 1960년~현재) |                 |                 |                 |                 |                 |                 |                 |                 |                 |                 |                 |                 |                 |
| 출처 2: 태국 수자원수문학사무소 (일조시간: 1981년~2010년)                     |                 |                 |                 |                 |                 |                 |                 |                 |                 |                 |                 |                 |                 |